# Liste de prénoms d'origine antique
 (février 2017).
Si vous disposez d'ouvrages ou d'articles de référence ou si vous connaissez des sites web de qualité traitant du thème abordé ici, merci de compléter l'article en donnant les références utiles à sa vérifiabilité et en les liant à la section « Notes et références ».
La liste des prénoms d'origine antique regroupe tous les prénoms d'origine hébraïque ou grecque raisonnablement susceptibles d'être encore portés de nos jours.

## Prénoms masculins

### A
- Aaron
- Achille
- Adonis
- Amir
- Albert
- Alceste
- Alcibiade
- Alexandre, encore à la mode au XXIe siècle
- Amphitryon
- Anchise
- Andocide
- Antigone
- Antoine
- Apollon
- Archimède
- Arès
- Ariarathe
- Aristide, encore à la mode au début du XXe siècle
- Aléxios
- Aristo
- Aristophane
- Aristote
- Athanase
- Athos

- Attis

### B
- Balusse
- Barnabé
- Belphegor
- Benjamin

### C
- Caïus
- Cassandre
- Cléon
- Copreus
- Créon
- Cronos
- Cyriacus
- Cyrille

### D
- Dionysos
- Decimus

### E
- Émile
- Endymion
- Énée
- Éphise
- Epiméthée
- Éros
- Eschyle
- Ésope
- Eurysthée
- Eusèbe
- Exupère

### H
- Hadès
- Hector
- Hélénos
- Hémon
- Héphaistion (aussi Héphestion ou Héphaestion)
- Hercule
- Hermès
- Héraclès
- Homère
- Horace
- Hyacinthe
- Hypérion

### I
- Icare
- Iolaos
- Isaac

#### J
- Japet
- Jason
- Jérôme
- Jésus, autre forme de Josué
- Joachim

### L
- Laurent
- Lazare
- Léandre
- Léonidas
- Luke

### M
- Marcus
- Matthias
- Michel
- Moïse (rare sous cette forme, mais équivalent à Moshe ou Moses ou encore Moussa)

### N
- Narcisse
- Néarque
- Nérée
- Nicodème
- Nicolas
- Nicomède
- Noa

### O
- Octave
- Orphée
- Ouranos
- Ouréa
- Ovide

• Orion

### P
- Pamphile
- Pâris
- Patrocle
- Pausianas
- Philippe
- Philotas
- Phinée
- Priam
- Politès
- Polydeuces
- Polyeucte
- Polyphème
- Poséidon
- Procas (Rome Antique)

### R
- Rémus (Rome Antique)
- Romulus (Rome Antique)
- Rufus

### S
- Sabin
- Sébastien
- Simon
- Sophocle
- Stéphane

### T
- Thalès
- Télémaque, d'après l'Odyssée
- Théophile
- Théophraste
- Thibert
- Tibulle
- Timon
- Titus
- Tullia
- Tybalt

### U
- Ulysse

### V
- Virgile

### X
- Xanthos
- Xénophon

### Z
- Zénon
- Zeus

## Prénoms féminins

### A
- Agathe
- Alexandrie
- Alix
- Andromaque
- Andromède
- Annaëlle
- Antigone
- Aphrodite
- Aquaria
- Ariane
- Artémis
- Aspasie
- Athéna

### B
- Bérénice
- Briséis

### C
- Calliope
- Cassandre
- Cassiopée
- Catherine
- Cécile
- Circé
- Clio
- Clytemnestre
- Clytia ou Clytie
- Chloé
- Cybèle

### D
- Danaé
- Dalia
- Daphné
- Demi
- Diane
- Didon
- Dione

### E
- Emma
- Erato
- Etana
- Eugénie
- Eulalie
- Eurus
- Eurydice
- Euterpe

### F
- Fano
- Faustina
- Firmine
- Flavia
- Flava

### G
- Gaïa

### H
- Hafsa
- Hécube
- Hélène
- Héra
- Hermione

Hestia

### I
- Iphigénie
- Ismène

### J
- Jocaste
- Junon
- Jihane

### L
- Léto ou Latone
- Livia
- Lamia

### M
- Marguerite
- Marie, ou plus proche de son origine araméenne Myriam
- Maia
- Médée
- Melpomène
- Macarie

### N
- Néra
- Nyx

### O
- Octavie
- Octavia
- Olympe
- Olympia
- Orphée

### P
- Pandore
- Pasiphaé
- Pénélope
- Perséphone
- Phèdre
- Polymnie
- Proserpine
- Psychée
- Pyrrha

### S
•Sofia

•Sarah
- Sophie
- Silene
- Séléné
- Shéhérazade

### T
- Thalie
- Terpsichore

### U
- Uranie

### Y
- yasmine